# 2C-I
2C-I（2,5-二甲氧基-4-碘苯乙胺英語：）是一种含氮有机碘化合物，分子式C
10H
14INO
2，属于2,5-二甲氧基苯乙胺衍生物（2C类化合物），由亚历山大·舒尔金首次合成，并在其书《PiHKAL》中讨论了其性质，可作为迷幻药物。